# Centralny Inspektorat Standaryzacji
Centralny Inspektorat Standaryzacji – jednostka organizacyjna Ministerstwa Handlu Zagranicznego (od 1996 r. Ministerstwa Rolnictwa i Gospodarki Żywnościowej), istniejąca w latach 1952–2001, powołana w celu  kontroli i weryfikacji jakość handlową towarów rolno-spożywczych w obrocie z zagranicą oraz badania poszczególnych faz eksportu i importu towarów.  

## Powołanie Inspektoratu
Na podstawie uchwały Prezydium Rządu z 1951 r. w sprawie organizacji Centralnego Inspektoratu Standaryzacji powołano Inspektorat.

## Zadania Inspektoratu
Do zadań Inspektoratu należało:
- kontrola jakości towarów stanowiących przedmiot obrotu z zagranicą pod względem zgodności z normami standaryzacyjnymi lub warunkami kontraktu oraz wystawianie świadectw standaryzacyjnych na towary eksportowane pochodzenia krajowego,
- badania i ocena poszczególnych faz produkcji eksportowej, towarów pochodzących z importu z chwilą przekroczenia granicy do momentu ich dystrybucji bądź prefabrykacji,
- studia nad zagadnieniami eksportu i importu w zakresie jakości towarów i ich standardów,
- opracowywanie w porozumieniu z Polskim Komitetem Normalizacyjnym i zainteresowanymi resortami norm i przepisów standaryzacyjnych dla towarów eksportowanych pochodzenia krajowego oraz oznaczenie, klasyfikacja jakości i wydawanie zaświadczeń dotyczących towarów importowanych.

## Zadania Inspektoratu z 1996 r.
Na podstawie ustawy 1996 r. o państwowym nadzorze standaryzacyjnym towarów rolno-spożywczych w obrocie z zagranicą do zadań  Inspektoratu   należało w szczególności:
- dokonywanie oceny towarów i wydawanie orzeczeń o jakości handlowej towarów,
- wykonywanie badań laboratoryjnych,
- prowadzenie doradztwa i udzielanie informacji dotyczących przepisów, norm i wymagań w zakresie jakości handlowej,
- organizowanie szkoleń i doskonalenie kadr na potrzeby standaryzacji,
- przygotowywanie propozycji zmian przepisów i norm, wynikających z potrzeb obrotu towarami z zagranicą,
- współpraca z organami, jednostkami i organizacjami krajowymi oraz międzynarodowymi w zakresie przepisów, norm oraz oceny jakości handlowej towarów.

Inspektorat przy wykonywaniu zadań współdziałał z organami celnymi oraz innymi organami kontroli.

## Kierowanie Inspektoratem
Inspektoratem kierował Dyrektor, powoływany i odwoływany przez Ministra Rolnictwa i Gospodarki Żywnościowej.
Wicedyrektorzy Centralnego Inspektoratu Standaryzacji byli powoływani i odwoływani przez Ministra Rolnictwa i Gospodarki Żywnościowej na wniosek Dyrektora Centralnego Inspektoratu Standaryzacji.

## Ocena jakości handlowej
Ocena jakości handlowej obejmowała jedną lub kilka następujących czynności:
- sprawdzenie dokumentów umożliwiających identyfikację towaru, atestów jakościowych, wyników badań laboratoryjnych oraz innych dokumentów świadczących o jakości towaru,
- kontrolę opakowania, znakowania, prezentacji towaru oraz warunków jego przechowywania i transportu,
- kontrolę poszczególnych faz produkcji, wytwarzania, przetwórstwa, przechowywania i transportu towaru,
- badanie systemów kontroli jakości prowadzonych w fazie produkcji, wytwarzania, przetwórstwa, przechowywania, transportu i otrzymanych przez nie wyników,
- pobranie próbek oraz ich analizę,
- ustalenie klasy jakości towaru.

## Połączenie Inspektoratów
Na mocy ustawy z 2000 r. o jakości handlowej artykułów rolno-spożywczych   utworzona została Inspekcja Jakości Handlowej Artykułów Rolno-Spożywczych, która powstała z połączenia Centralnego  Inspektoratu Standaryzacji z Państwową  Inspekcją Skupu i Przetwórstwa Artykułów Rolnych.